# Joseph Patrick Delaney
Joseph Patrick Delaney (* 29. August 1934 in Fall River, Massachusetts, USA; † 12. Juli 2005) war Bischof von Fort Worth.

## Leben
Joseph Patrick Delaney empfing am 18. Dezember 1960 das Sakrament der Priesterweihe.
Am 10. Juli 1981 ernannte ihn Papst Johannes Paul II. zum Bischof von Fort Worth. Der Erzbischof von San Antonio, Patrick Fernández Flores, spendete ihm am 13. September die Bischofsweihe; Mitkonsekratoren waren der emeritierte Bischof von Fort Worth, John Joseph Cassata, und der Bischof von Brownsville, John Joseph Fitzpatrick.